# Gödöllői művésztelep

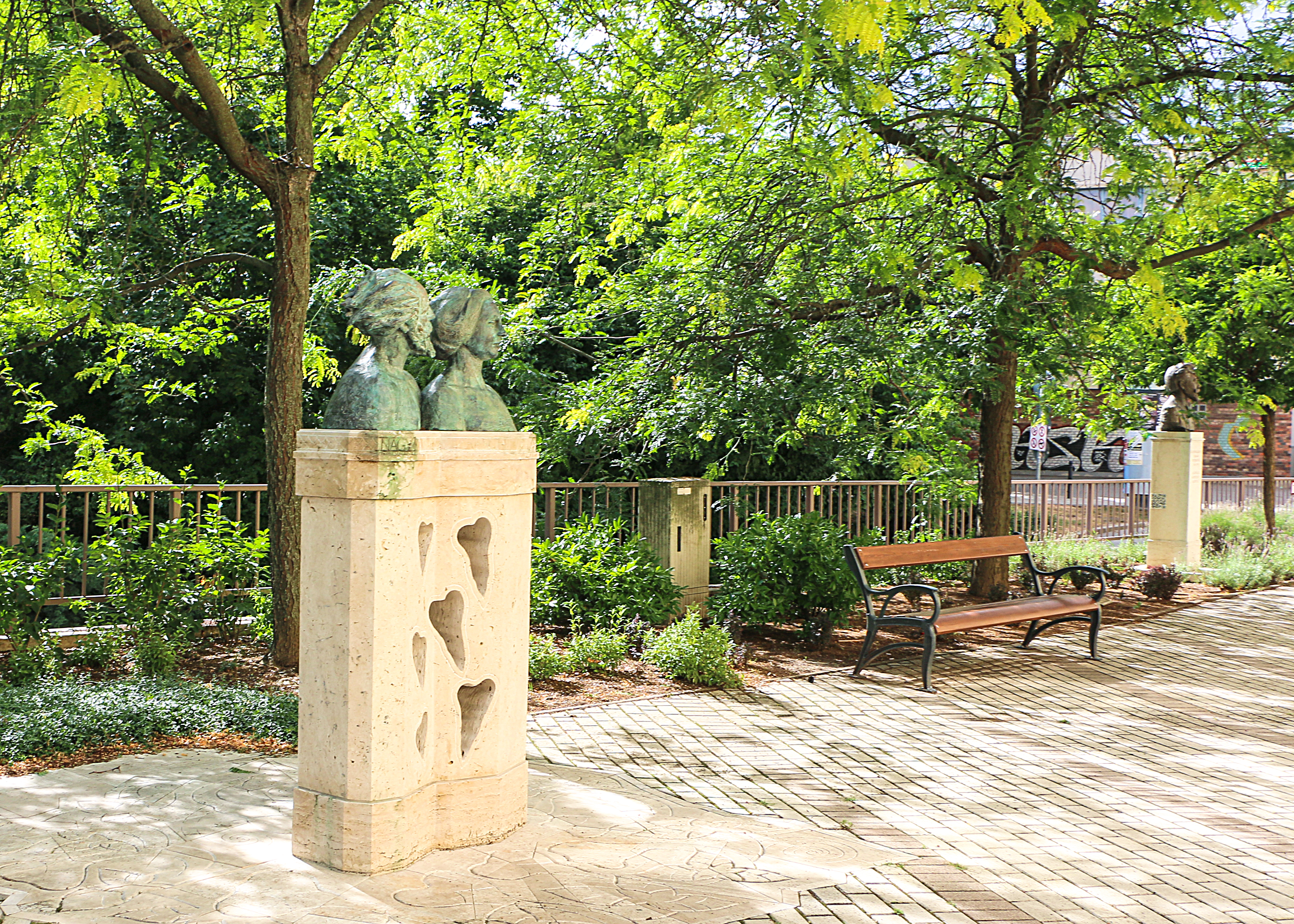
A művésztelep egyik alapítójának, Nagy Sándornak és feleségének, Kriesch Laurának szobra a Gödöllői Városi Múzeumban

A gödöllői művésztelep a magyar szecesszió központi iskolája, amelyet „az Egészélet szigeteként” is szoktak aposztrofálni Nagy Sándor hasonló című írása nyomán. 1901-től 1921-ig működött a mai Haraszt városrészben, alapítói Körösfői-Kriesch Aladár és Nagy Sándor voltak. A művészek közül sokan Gödöllőre is költöztek családjukkal együtt. A csoportra a preraffaelitizmus, tolsztojánizmus hatott, központban a kereszténység otthon-, szeretet- és család eszméje. Tagjai a képzőművészet és iparművészet egységére törekedtek, olyan művészetet akartak létrehozni, amely a magyar nép ősi motívumkincseiből táplálkozva megszünteti a hagyományos polgári művészetet. Állami támogatással gobelin-, szőnyegszövő- és szobrásziskolát alapítottak.

## Tagjai
- Körösfői-Kriesch Aladár
- Nagy Sándor
- Remsey Jenő
- Sidló Ferenc
- Sovánka István
- Moiret Ödön
- Kozma Lajos
- Toroczkai Wigand Ede
- Ligeti Miklós
- Juhász Árpád
- Mihály Rezső